# Primula calyptrata
Primula calyptrata là một loài thực vật có hoa trong họ Anh thảo. Loài này được X. Gong & R.C. Fang mô tả khoa học đầu tiên năm 2003.